# FAO/WHO合同食品添加物専門家会議
FAO/WHO合同食品添加物専門家会議(JECFA, Joint FAO/WHO Expert Committee on Food Additives)は、国際連合食糧農業機関(FAO)および世界保健機関(WHO)下にある科学専門家委員会で、食品添加物や汚染物質、自然毒、動物用医薬品などの安全性評価を行い、国際食品規格委員会（コーデックス委員会）やメンバー国に対して科学的な助言を行っている。